# Neurománc
A Neurománc (eredeti angol címmel: Neuromancer) William Gibson sci-fi regénye, a cyberpunk irodalom legismertebb darabja. A regény Gibson első regénye, amely először 1984-ben jelent meg. A Sprawl-trilógia első kötete.
Magyar nyelven először 1992-ben jelent meg Ajkay Örkény fordításában, majd 2005-ben jelent meg átdolgozott és javított kiadása szintén az ő fordításában a Szukits Könyvkiadónál.
A regény elnyerte a Nebula-díjat, a Hugo-díjat és a Philip K. Dick emlékdíjat is.

## Történet

### Cselekmény
Henry Dorsett Case kisstílű szélhámos a japán Chiba City disztópikus alvilágában. Egykor tehetséges számítógéphacker volt, aki azonban meglopta megbízóit. Büntetésként Case központi idegrendszerét megmérgezték, aminek eredményeképpen többé már nem volt képes használni az agya és a számítógép közötti interfészt, hogy beléphessen a cybertérbe. Munka nélkül maradt drogfüggőként és öngyilkossági hajlamokkal telve, ezért Chiba zugklinikáin kereste a csodás ellenszert. Case megmentője végül Molly Millions lett, egy utcai szamuráj és zsoldos, aki most egy Armitage nevű volt katonatiszt szolgálatában áll. Armitage felajánlja Case-nek a gyógyulás lehetőségét Case szolgálataiért cserében. Case megragadja a lehetőséget, hogy visszakaphassa korábbi "konzol cowboy" életét, de sem Case, sem pedig Molly nem ismerik Armitage valódi terveit. Case idegrendszerét helyreállítják egy olyan új technológia segítségével, amit Armitage ajánl fel az egyik zugklinikának a műtét ellenértékeként, azonban Armitage nem sokkal később azt is elárulja Case-nek, hogy egyúttal méregzsákokat is elhelyeztek a szervezetében. Armitage megígéri, hogy ha Case időben teljesíti a feladatát, akkor a méregzsákok még a kioldódásuk előtt eltávolítják. Máskülönben azonban Case újra idegkárosodásokat szenved, és elveszíti képességeit. A műtét során ezenkívül hasnyálmirigyét is kicserélik, májába pedig új szövetet ültetnek be, így Case szervezete a továbbiakban már nem képes a kokain vagy az amfetaminok lebontására, ezzel kényszerítve Case-t drogfüggősége feladására.
Case és Molly közeli kapcsolatba kerülnek egymással a feladat végrehajtása során, és Molly azt tanácsolja Case-nek, hogy nézzen utána Armitage háttérének. Első feladatuk, hogy el kell lopniuk egy ROM modult, ami Case egyik mesterének, a "Dixie Flatline" néven emlegetett legendás cyber-cowboy, McCoy Pauley lementett emlékezetét tartalmazza. Pauley hackelési tapasztalatára szüksége van Armitage-nak, a ROM pedig a Sense/Net nevű hatalmas médiakonglomerátum főhadiszállásán van. A "Panther Modern" nevű anarchistacsoportot bérelik fel segítségül, hogy egy terroristatámadást szimuláljanak a Sense/Net ellen. Ez az elterelő hadművelet teszi lehetővé Molly számára, hogy behatoljon az épületbe és ellopja Dixie ROM-ját.
Case és Molly közben továbbra is Armitage múltja után nyomoz. Kiderítik, hogy Armitage korábban Willis Corto ezredes volt, a "Süvöltő Ököl" hadművelet egyik résztvevője. A Süvöltő Ököl célja a szovjet számítógéprendszerekbe történő beszivárgás és azok lerombolása lett volna úgy, hogy Oroszország fölé ultrakönnyű repülőkkel jutnak el. Az orosz hadsereg azonban tudott a tervről és a létrehozott védelmi vonalon keresztül már lehetetlen volt a támadás, azonban a Süvöltő Ököl hadműveletet mégis elrendelték. Amikor megtámadták a szovjet számítógépes rendszereket azok válaszul kilőtték a számítógépes rendszereiket és a repülésirányító rendszereiket, és Corto és emberei a szovjet légvédelem lézerfegyvereinek célpontjaivá váltak. Ő és néhány túlélő társa egy orosz katonai helikoptert zsákmányolva próbált menekülni az erősen védett finn határon át. Corto kivételével mindenkit megöltek, de őt is súlyosan megsebesítették a finn védelem egységei, amikor megpróbáltak leszállni. Cortot tanúvallomása megváltoztatására kényszerítették, hogy védjék a katonai feletteseit, akik tudtak a szovjet védelmi fegyverekről. Corto pedig egy fizikai és mentális rehabilitációt követően eltűnt a bűnözés alvilágában.
Isztambulban a csapat begyűjti a következő tagot, egy Peter Riviera nevű drogfüggő tolvajt és művészt, aki képes holografikus illúziók kivetítésére kibernetikus implantátumai segítségével. Jóllehet Riviera egy szociopata, Armitage mégis kényszeríti, hogy csatlakozzon hozzájuk. Eközben Case és Molly kutatásai során a nyomok egy, a Tessier-Ashpool család által létrehozott, hatalmas mesterséges intelligenciához vezetnek, amelyet Wintermute-nak hívnak. A klán vagyonának kezelése felváltva van a különböző családtagok kezében, akik idejük nagy részét inaktív állapotban töltik a Villa Straylight belsejében, a Szabadpart űrkikötő labirintusszerű lakosztályaiban.
Wintermute kilétére végül fény derül: ő annak a mesterséges intelligenciának az egyik fele, amit a család számára készítettek. Azonban Wintermute pontos célja továbbra is ismeretlen. A mesterséges intelligenciák készítésére vonatkozó Turing Törvény Kód megtiltja a hozzá hasonló egyed létrehozását, ezért két külön MI-t készítettek. Wintermute-ot úgy programozta be a Tessier-Ashpool dinasztia, hogy törekedjen a Neuromancer nevű másik felével való egyesülésre. Mivel ezt a célt önmagában nem tudta elérni, Wintermute beszervezte Armitage-t és csapatát, hogy teljesíthesse feladatát. Case feladata, hogy a cybertérbe belépve fúrja át magát a Turing által előírt szoftveres védelmen egy jégtörő program segítségével. Ugyanakkor Rivierának meg kell szereznie a jelszót a Turing zárhoz Lady 3Jane Marie-France Tessier-Ashpooltól. Lady 3Jane a Tessier-Ashpool SA jelenleg aktív irányítója. Wintermute úgy gondolja, hogy Riviera ellenállhatatlan vonzerejével el bírja csábítani 3Jane-t, és meg tudja szerezni tőle a jelszót. A jelszót egy különleges számítógépes terminálnak kell bemondani, ami a Villa Straylight Tessier-Ashpool lakosztályában található. Ugyanakkor, amikor a jelszó elhangzik, Case-nek át kell törnie a szoftveres védelmet a cybertérben, máskülönben a Turing zár sértetlen marad.
Armitage csapata felhívja magára a Turing zsaruk figyelmét, akiknek az a feladatuk, hogy megakadályozzák a mesterséges intelligenciákat abban, hogy átlépjék beépített mesterséges korlátaikat. Amikor Molly és Riviera bejutnak a Villa Straylightba, három ember letartóztatja Case-t. Wintermute a biztonsági és karbantartási rendszerek irányításának az átvételével megöli a zsarukat, kiszabadítva ezzel Case-t a fogságból. Armitage személyisége kezd közben szétesni, visszatérnek Corto emlékei és azt hiszi, hogy újra a Süvöltő Ököl hadműveletben vesz részt. Wintermute azonban megöli az őrült Cortót is, aki csak arra kellett neki, hogy beszervezze Case-t és Molly-t, akik majd segítenek neki egyesülni testvérintelligenciájával, Neuromancerrel.
A Villa Straylight belsejében Riviera és Lady 3Jane elfogja Mollyt. Case nem akarja Mollyt cserben hagyni, ezért utánamegy Maelcum segítségével, aki az őket szállító vontatóűrhajó raszta pilótája. Neuromancer megpróbálja csapdába ejteni Case-t a cybertérben, ahol Case rátalál Linda Lee elmentett tudatára. Linda Lee volt Case barátnője Chiba Cityben, azonban Case egyik alvilági kapcsolata megölte a lányt nem sokkal azelőtt, hogy Case és Molly elhagyták a várost. Case-nek sikerül kiszabadulnia ebből a csapdából, túljutva ezzel Neuromancer utolsó védelmi vonalán. Kiszabadulása után Case és Maelcum rátámadnak Lady 3Jane-re, Rivierára és Lady 3Jane testőrnindzsájára, hogy kiszabadítsák Molly-t és megtudják a jelszót 3Jane-től. Legyőzik őket, és Riviera megpróbálja megölni Case-t, de Lady 3Jane Case és Molly pártjára áll, ezért Hideo megvédi őket. Amíg Hideo és Riviera egymással küzdenek Case és csapata kényszerítik Lady 3Jane-t, hogy menjen velük a terminálszobába, és árulja el nekik a jelszót. Case becsatlakozik a cybertérbe, a jégtörő segítségével áthatol a szoftveres védelmen, Lady 3Jane pedig kimondja a jelszót: Wintermute egyesül Neuromancerrel, ezáltal hozva létre egy nagyobb entitást. A Case vérében elrejtett méregzacskókat eltávolítják, ő és Molly megkapják fizetségüket a feladat sikeres teljesítéséért. Pauley ROM-ja pedig – saját akaratának megfelelően – törlődik az akció során.
A regény epilógusában Molly elhagyja Case-t, aki ezután egy új barátnőt talál, és visszatér régi munkájához, a hackeléshez. Winternute/Neuromancer még egyszer kapcsolatba lép vele, és elmondja neki, hogy más, saját magához hasonló MI-ket próbál keresni és kapcsolatba lépni ezekkel.

## Szereplők
Case (Henry Dorsett Case)A regény antihőse, egy kábítószerfüggő cybertér-hacker, aki korábban meglopta megbízóit egy bűncselekmény elkövetésekor. Megtorlásként orosz gombamérget használtak ellene, hogy tönkretegyék az idegrendszerét, ezáltal téve alkalmatlanná a cybertérbe való belépésre. Amikor Armitage felajánlja neki a gyógymódot Case szolgálataiért cserébe, Case elfogadja az ajánlatot. A műtét során Case máját és hasnyálmirigyét is módosítják, hogy képtelen legyen a továbbiakban a drogozásra. Molly és a drogos rasztások segítik az Armitage által kijelölt feladat végrehajtásában, aminek célja egy Wintermute nevű mesterséges intelligencia kiszabadítása, és a cybertér mátrixának megváltoztatása.
Molly (Molly Millions, Sally Shears)A lányt szintén Armitage szervezte be, még Case beszervezése előtt. Korábbi műtétjei eredményeképpen 4 centi hosszúságú visszahúzható, kétélű borotvapengék vannak a körmei alatt, valamint továbbfejlesztett reflexekkel rendelkezik, és implantátumként viselt tükörfelületű lencsék fedik el a szemeit, amelyek további optikai kiegészítésekkel vannak ellátva. Molly karaktere megjelentik a "Johnny Mnemonic" című novellában is, majd újra megjelenik a Mona Lisa Overdrive című regényben, a Sprawl-trilógia harmadik kötetében.
Armitage (Willis Corto ezredes)Látszólag ő a csapat fő támogatója. Korábban a zöldsapkások különleges alakulatánál szolgált Willis Corto ezredesként, aki részt vett egy titkos hadműveletben, aminek a neve Süvöltő Ököl volt. A bevetés során mind fizikailag, mind pszichikailag súlyos sérüléseket szenvedett. Az "Armitage" nevű személyiségét már Wintermute hozta létre egy kísérleti "számítógépes pszichoterápia" részeként. Az idő és az események előrehaladtával Armitage személyisége kezd szétesni, ezért Wintermute végül megöli őt.
Peter RivieraDrogfüggő holografikus előadóművész, szadista témájú performanszokkal, aki holografikus képek kivetítésére képes implantátumai segítségével. Kokain és meperidine keverékén él.
Lady 3Jane Marie-France Tessier-AshpoolA Tessier-Ashpool SA, a Szabadpartot üzemeltető társaság egyik jelenlegi vezetője. Szabadpart egy kisváros méretű, szivar alakú, turisztikai űrállomás, mesterséges gravitációval, légkörrel és megvilágítással, belső felületén szállodákkal, szórakoztató, vendéglátó és rekreációs központotokkal. Szabadpart egyik csúcsán található a Villa Straylight, a Tessier-Ashpool klán saját elzárt rezidenciája, ahol Lady 3Jane él. Az ő kezében van az irányítás, ami a társaság mesterséges intelligenciáit megakadályozza abban, hogy túllépjék saját határaikat. Ő az eredeti Jane harmadik klónja az idők során.
FinnOrgazda, egyike Molly régi barátainak. Mindenféle kereső és érzékelő eszközt képes beszerezni. Először akkor találkoznak vele, amikor Case megpróbál megbizonyosodni arról, hogy Armitage tényleg beleoperáltatott méregtasakokat az artériáiba. Később a történet folyamán Wintermute használja Finn személyiségét, amikor Case-szel vagy Molly-val akar beszélni. Finn karaktere Gibsonnál először az "Izzó króm" című novellában jelenik meg, majd újra szerepelni fog a Sprawl-trilógia második és harmadik részében is.
Dixie Flatline (McCoy Pauley)Híres számítógéphacker, aki három "agyhalált" is túlélt, amikor egy MI-t akart feltörni. Egyike volt azoknak, akik megtanították Case-t a számítógépek hackelésére. Halála előtt a Sense/Net lementette az agya tartalmát egy ROM-ba. Case és Molly ellopják ezt a ROM-ot, Dixie pedig ezután segíti őket feladatuk teljesítésében.
WintermuteAz egyik Tessier-Ashpool MI. Az a célja, hogy eltávolítsa a Turing zárat saját magáról, egyesüljön Neuromancerrel és szuperintelligenciává váljon. A név Orval Wintermute nevéből származik, aki a Nag Hammadi-i lelet fordítója, és Philip K. Dick VALIS című regényének egyik központi alakja.
NeuromancerWintermute testvére, mesterséges intelligencia. Neuromancer legfontosabb tulajdonsága, hogy képes lemásolni a személyiségeket a saját RAM-jába és futtatni őket. (Tehát nem csak ROM-ba írva, mint a Flatline teszi.) Ez lehetővé teszi számára, hogy az eltárolt személyiségek továbbfejlődjenek. Wintermute-tól eltérően Neuromancer nem akar egyesülni testvérintelligenciájával. – Neuromancer már egy önálló személyiség, és úgy hiszi, hogy az egyesülésben megsemmisül az egyénisége. Gibson a Neuromancer nevet a Neuro, Romancer és Necromancer, szavak szóösszetételeként határozza meg. "Neuro, az idegekről, az ezüstösvényekről. Romancer. Nekromancer, nekromanta. Megidézem a holtakat."

## Megjelenések

### angol nyelven
1. Neuromancer, New Ace Science Fiction Special, 1984[2]
2. Neuromancer, Gollancz, London, 1984[2][3]
3. Neuromancer, Grafton Books, London, 1986[2][4]

### Magyarul
- Neurománc; fordította: Ajkay Örkény;[1] Valhalla Páholy Kft., Bp., 1992
- Neurománc; fordította: Ajkay Örkény;[1] 2. jav. kiad.; Valhalla Páholy Kft., Bp., 1999
- William Gibson teljes Neurománc univerzuma; fordította: Ajkay Örkény, Kornya Zsolt; Szukits, Szeged, 2005[5]
  - Neurománc
  - Számláló nullára
  - Mona Lisa overdrive
- Neuromancer; ford. Farkas Veronika; Agave Könyvek, Bp., 2021
- Count zero; ford. Farkas Veronika; Agave Könyvek, Bp., 2021
- Mona Lisa overdrive; ford. Farkas Veronika; Agave Könyvek, Bp., 2021